# Oural
Pour les articles homonymes, voir Oural.
L’Oural ou les monts Oural est une chaîne de montagnes hercynienne située en Russie. Elle s’étire sur plus de 2 300 km, de la baie Baydarata, en mer de Kara, au nord et jusqu'au fleuve Oural, qui marque l'extrémité méridionale de la chaîne. Les monts Oural puis le fleuve homonyme marquent traditionnellement la limite géographique entre l’Europe et l’Asie. Les reliefs souvent fortement érodés culminent à une altitude de 1 895 mètres au mont Narodnaïa, dans la partie septentrionale de la chaîne. Le massif se décompose du nord au sud en plusieurs sous-ensembles aux caractéristiques (vigueur du relief, flore, climat) contrastées qui parfois relèvent de la haute montagne malgré l’ancienneté du massif. Dotée d'une grande richesse en minerais, en particulier de fer, elle est devenue au XVIIIe siècle le foyer d'une puissante industrie métallurgique : de nombreux centres urbains ont été créés au pied du massif par les Russes venus de l’ouest. L’industrie s’est fortement développée dans la partie sud-est au cours du XXe siècle mais aujourd’hui avec l’épuisement des gisements de fer les plus riches, la région est à la recherche de relais de croissance.

## Toponymie
Oural pourrait provenir du finno-ougrien ourala (« sommet ») dérivé de l'ancien radical our  ou du mot mansi ur signifiant tous deux « montagne ».

## Géologie

### Formation

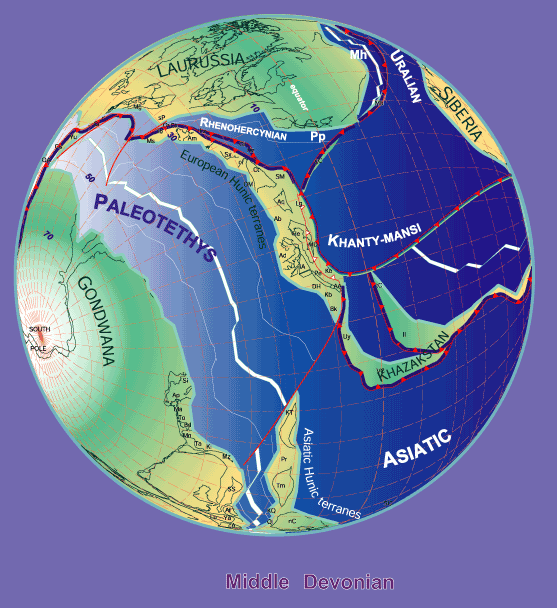
Les continents il y a 380 millions d’années avant la formation de l’Oural et de la Pangée.

L'Oural est une chaîne de montagnes très ancienne dont l'orogénèse (la création) s'est produite il y a 250 à 300 millions d'années (fin du Carbonifère et au Permien). Les différents continents qui existaient à cette époque se sont rapprochés pour former une masse émergée unique appelée Pangée.
Au cours de ce processus, il y a environ 260 millions d’années, les paléocontinents de Sibérie et Kazakhstania sont entrés en collision avec le supercontinent Laurussia (qui comprenait ce qui correspond aujourd’hui à l’Europe du Nord et l’Amérique du Nord) sur son bord oriental, fermant l'océan Ouralien et élevant la chaîne de l’Oural.
Un immense gisement de sel gemme (50 % des réserves mondiales) situé près de Perm s’est constitué à cette époque par évaporation de l’eau des lagunes qui subsistaient (l'Oural était situé sous les tropiques et soumis à un climat continental et sec).
Au cours du tertiaire, le massif est soumis à des mouvements verticaux qui ont fragmenté les épaisses couches sédimentaires en créant des failles selon un axe nord-sud parsemées de massifs intrusifs. L’érosion fluviale au sud et glaciaire au nord modèle un relief de type appalachien avec des formations karstiques au sud.
Cette genèse a fait apparaître du nord au sud le long de la bordure orientale de l’Oural une dizaine de milliers de gisements métallifères (fer, cuivre, platine, or, aluminium, argent, nickel, manganèse…) particulièrement riches dont l’exploitation a été le moteur de la colonisation russe du massif et du vigoureux développement de la région au XXe siècle. Les roches métamorphiques renferment également de nombreux gisements de pierres semi-précieuses de tout type (cristal de roche, serpentine, malachite, jaspe, onyx, etc.).

## Milieux naturels
Les montagnes de l’Oural sont situées entre, à l’ouest, la plaine d'Europe orientale et, à l’est, la plaine de Sibérie occidentale. La chaine de montagnes commence au nord sur les rives de la mer de Kara (mer bordière de l'océan Arctique) suit d'abord une direction sud-ouest sur 500 km, puis prend une direction plein sud ; elle atteint sa plus grande largeur au niveau de Iekaterinbourg et s’achève 1 600 km plus au sud sur la rive du fleuve Oural entre Orenbourg et Orsk le long de la frontière avec le Kazakhstan. Sa largeur n’excède jamais 250 km.
Le climat est continental avec des différences importantes selon la latitude et le versant. Les conditions climatiques ont fortement conditionné l’occupation et la nature des activités humaines. Dans le nord du massif, la température moyenne en juillet est de 6 à 8 °C alors qu’elle est de 22 °C dans la partie la plus méridionale. Les masses d’air humides proviennent pour l’essentiel de l’océan Atlantique : le versant occidental du massif reçoit en moyenne de 100 à 150 mm de précipitations de plus que le versant oriental. L’Oural pré-polaire et polaire est sous l’influence des vents soufflant depuis l’océan Arctique.
De nombreux fleuves russes ont leur source sur les versants orientaux et occidentaux de l’Oural : des affluents de l’Ob (Sosva, Isset, Toura, Sosva du Nord, …), des affluents de la Volga (Kama, Belaïa, Oufa), l’Oural, la Petchora…

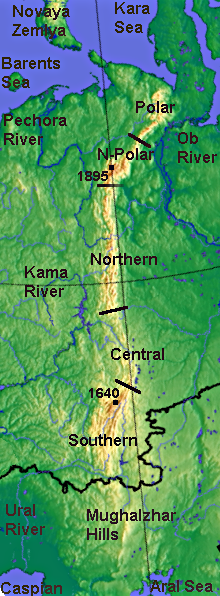
Subdivisions de l'Oural.

L’Oural est traditionnellement subdivisé en cinq parties.

### L’Oural méridional
L'Oural méridional est la partie du massif située entre les latitudes 51 °N et 55 °N.
Le fleuve Oural le délimite au nord et à l’est. Les crêtes sont organisées en trois chaînes parallèles de direction nord-sud dont la plus à l’est, peu élevée, culmine à 850 mètres, tandis que les deux autres (dont l'Ouraltaou culminant à 1 068 mètres) comprennent quelques sommets qui culminent au mont Iamantaou (1 640 m). Toute la région est couverte de pâturages et de forêts à feuilles caduques. La région comporte de nombreux lacs dont celui de Tourgoïak près de Miass. On y trouve plusieurs gisements miniers de cuivre, zinc et fer. L’Oural méridional occupe une superficie de 488 234 km2 répartie entre le Tatarstan (7 %), l’oblast d’Orenbourg (17 %), la république de Bachkirie (24 %), l’oblast de Tcheliabinsk (14 %) et l’oblast de Kourgan (2 %). La réserve naturelle de l'Oural du Sud couvre un territoire de 252 800 hectares.

### L’Oural central
L'Oural central est compris entre les latitudes 56° N et 59° N.
C'est un plateau bas, très boisé et riche en matières premières (pétrole, fer, bauxite, cuivre, amiante, chrome, platine et or), ce qui en fait une région industrielle importante, depuis le XVIIIe siècle. On y produit actuellement environ 1/3 de l’acier russe. L’absence de relief vigoureux en a fait le point de passage des principales voies de communication est-ouest de la Russie : Transsibérien, routes. La végétation est constituée de forêts de résineux et les sols sont généralement riches. L’Oural central occupe une superficie de 230 532 km2 répartie  entre l’oblast de Perm (17 %), la république de Bachkirie (12 %), l’oblast de Tcheliabinsk (8 %), l’oblast de Sverdlovsk (40 %), l’oblast de Kourgan (19 %) et l’oblast de Tioumen (4 %).

### L’Oural septentrional
L'Oural septentrional est compris entre les latitudes 59° et 64°.
Dans cette partie le massif montagneux est étroit mais caractérisé par des sommets élevés culminant au mont Konzhakovski (en) (1 569 m). L’Oural septentrional occupe une superficie de 337 910 km2 répartie entre la république des Komis (2 %), le district autonome des Khanty-Mansi (43 %), l’oblast de Sverdlovsk (30 %), l’oblast de Perm (17 %) et l’oblast de Tioumen (8 %).

### L’Oural pré-polaire

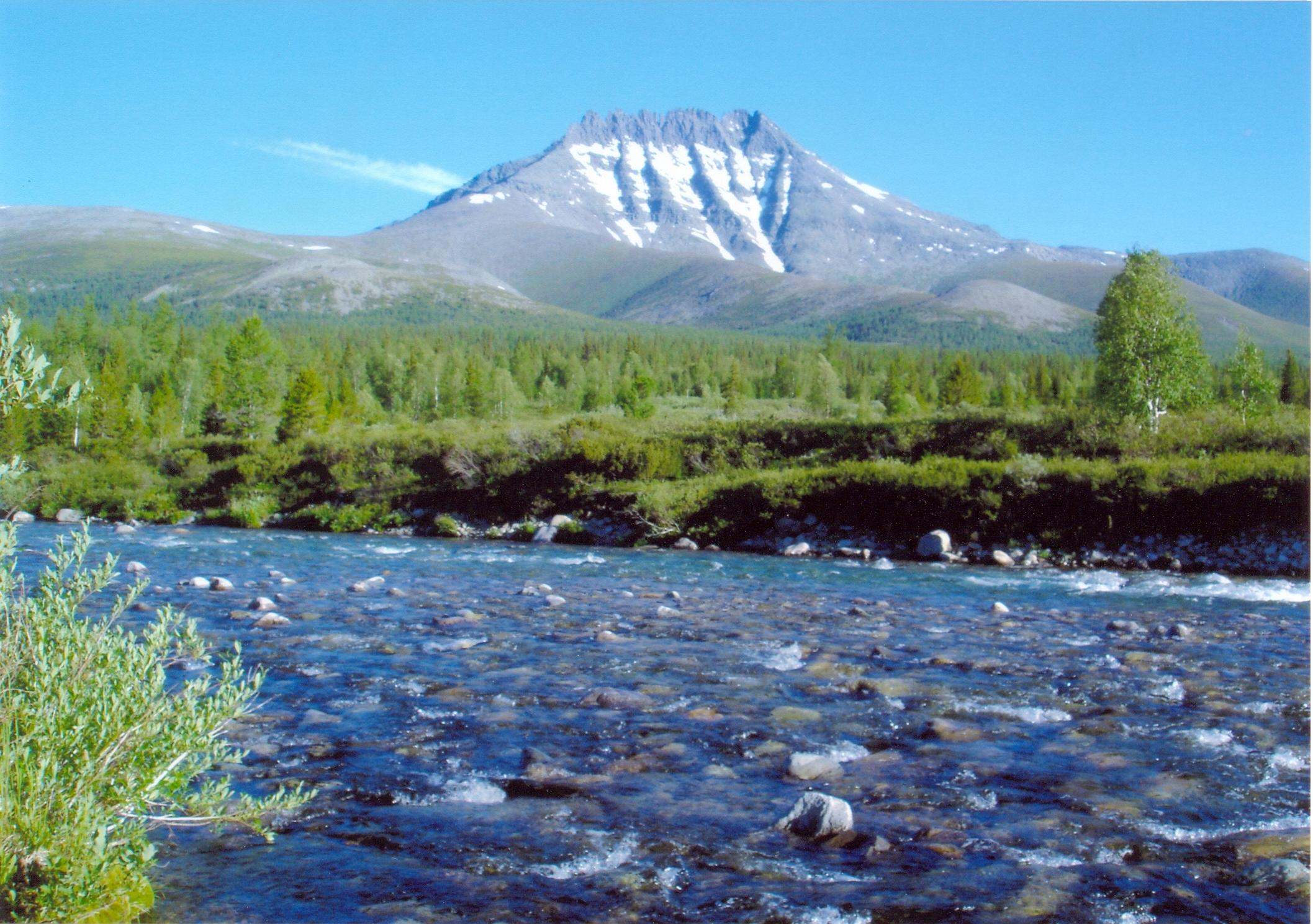
Mont Manaraga (Oural prépolaire) vu depuis le versant oriental du massif.

Le massif est très étroit et particulièrement accidenté est compris entre les latitudes 64° et 65° 30'.
C’est là que se trouvent les deux plus hauts sommets de l’Oural : le mont Narodnaïa (1 895 m) et le mont Karpinski (1 878 m). La végétation est constituée d’une toundra dépourvue d’arbres. La région est pratiquement inhabitée. L’Oural pré-polaire occupe une superficie de 336 050 km2 répartie  entre les la république des Komis (28 %), le district autonome de Iamalo-Nénetsie (55 %) et celui des Khanty-Mansi (18 %).

### L’Oural polaire

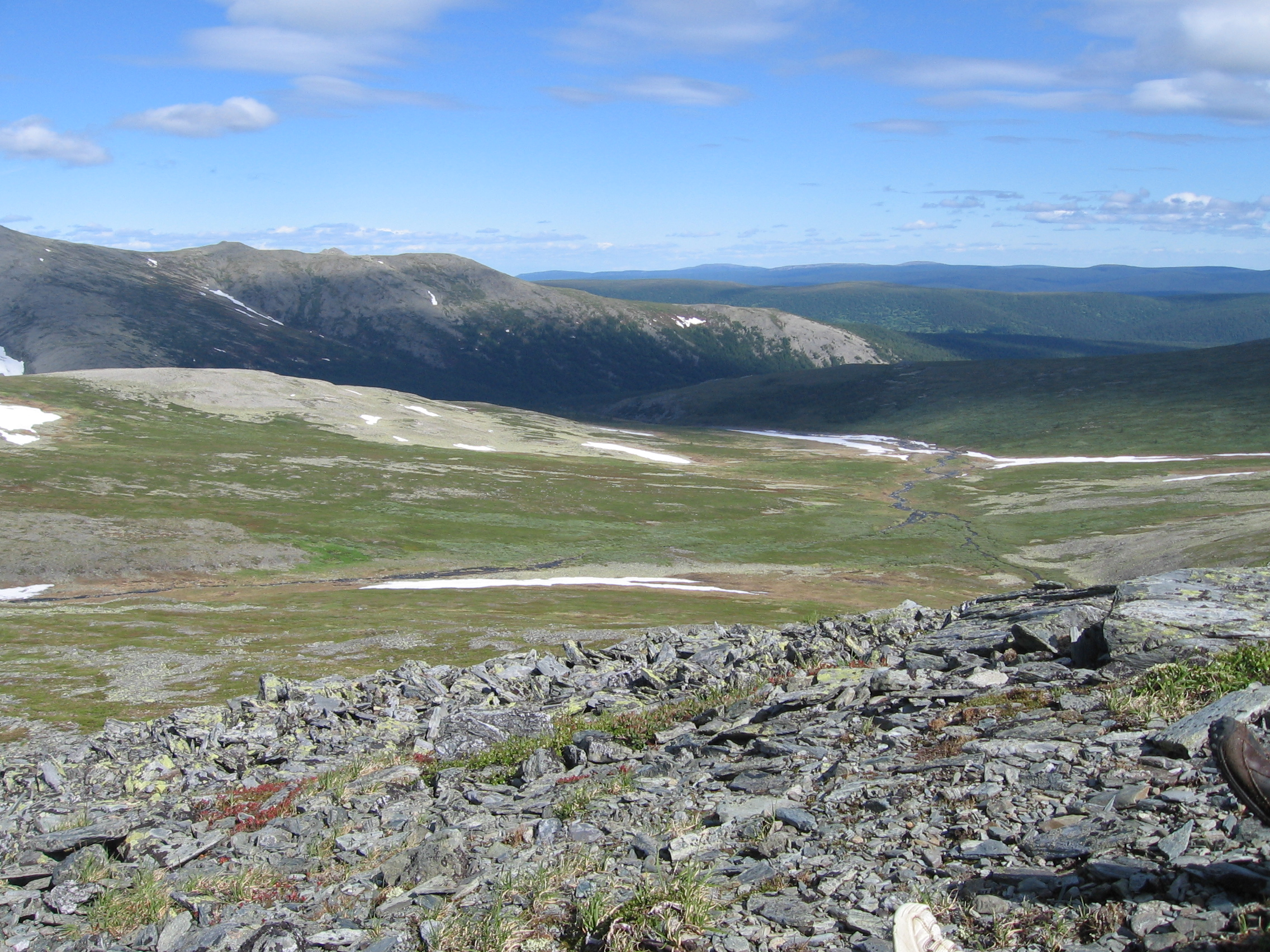
Paysage de l’Oural polaire (Berezvoski, Khanti Mansis).

Au-delà de 64° de latitude commence l'Oural polaire.
Le massif étroit est constitué de montagnes basses morcelées avec un diverticule à l'ouest : les monts Paï-Tchoï. La végétation est constituée d’une toundra dépourvue d’arbres. La région est pratiquement inhabitée. L’Oural polaire occupe une superficie de 72 544 km2 répartie entre la république des Komis (24 %), le district autonome de Iamalo-Nénetsie (4 %) et celui des Nenets (72 %). Il est prolongé au nord par l'île Vaïgatch et les îles de  Nouvelle-Zemble.

## Histoire

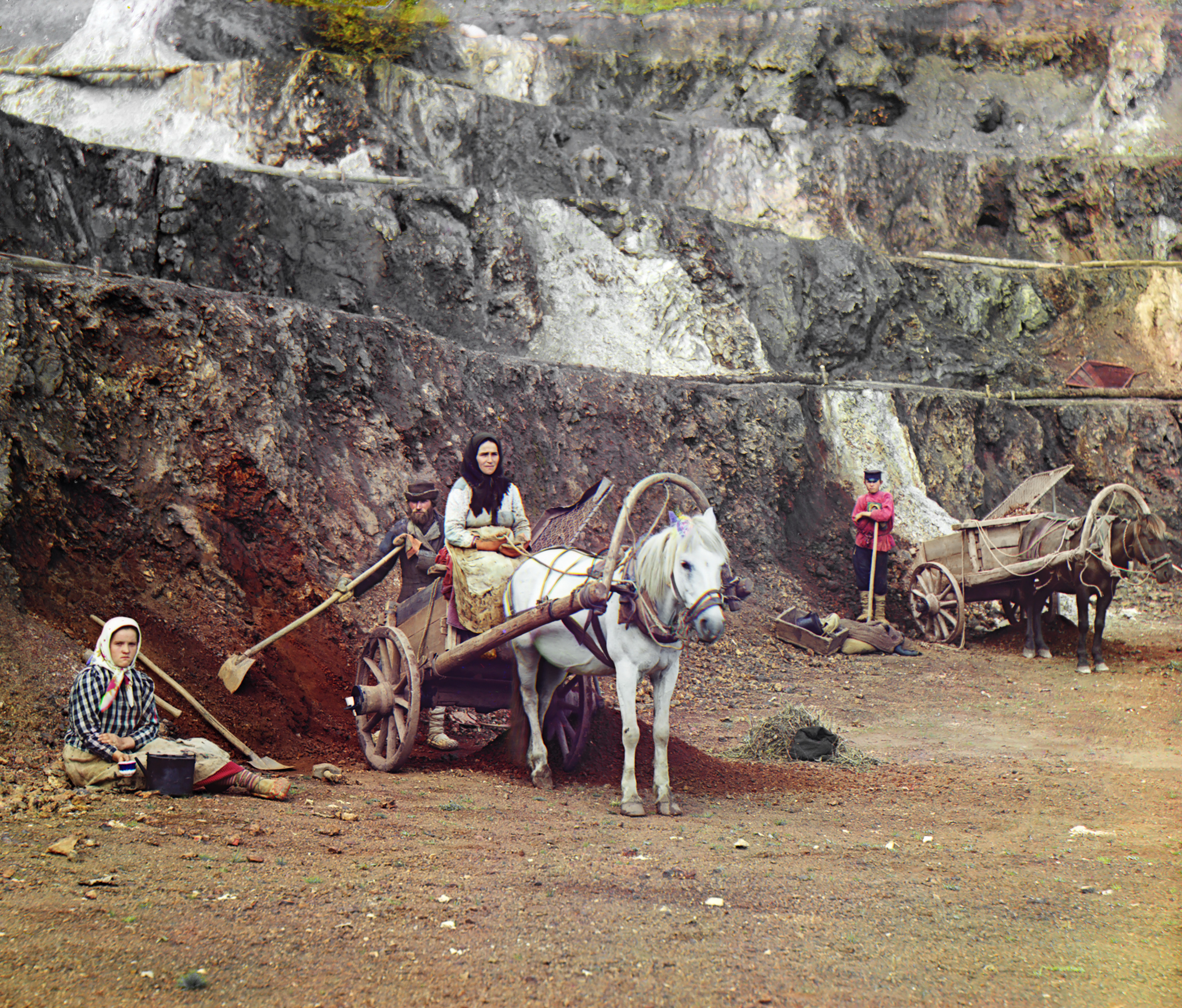
Mine de fer de Bakalskii près de Iekaterinebourg (vers 1910).

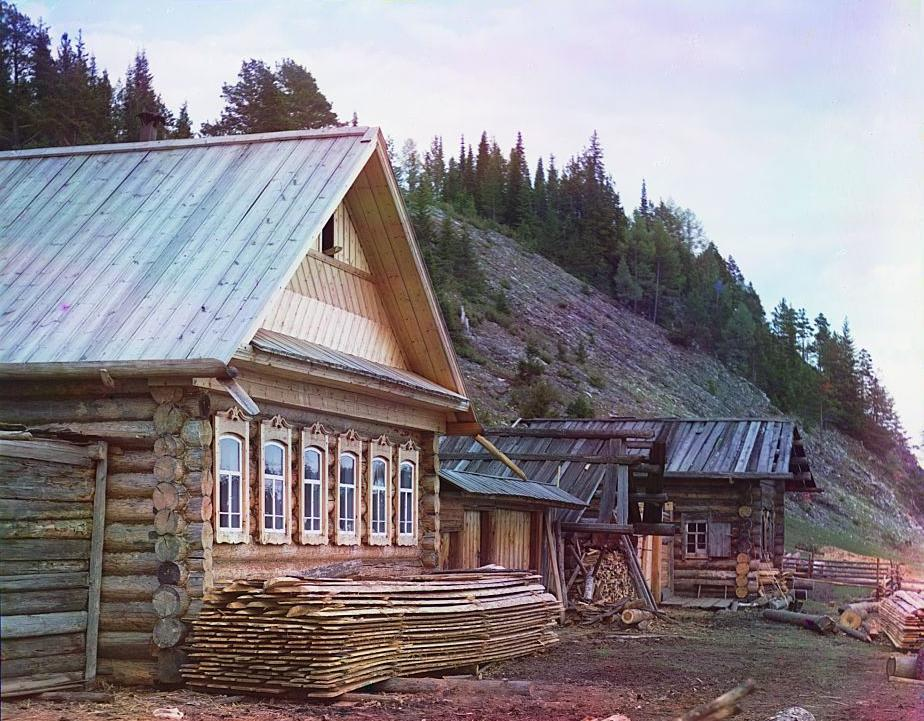
Maison de paysan dans le village de Martianova (vers 1910).

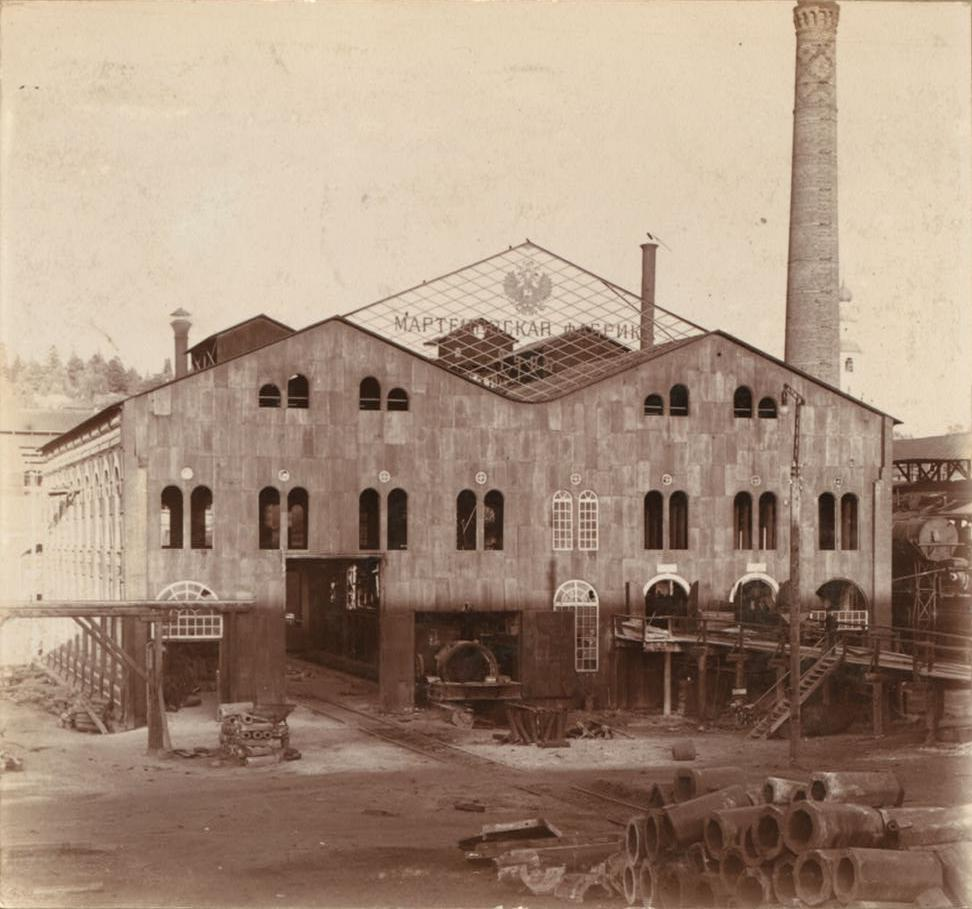
Usine métallurgique à Kouchva (vers 1910).

L'Oural était occupé à la fin de la préhistoire par des peuples aux pratiques variées (nomades, semi-nomades, métallurgistes, éleveurs) et aux origines ethniques diverses. Une étude publiée initialement en 2007 a fait le point sur le rôle de diffusion de la technologie du bronze que certaines populations, comme l'ensemble des cultures de Seima-Turbino et de la culture d'Andronovo ainsi que, dans la plaine de l'Ouest de la Sibérie, la culture du Karassouk. Tous ont eu un rôle essentiel dans la dissémination de la technologie du bronze jusqu'à la Chine au cours du second millénaire avant l'ère commune. En particulier dans l'Ouest de la Chine : la culture de Qijia (2200-1600) (essentiellement au Gansu), celle de Siba (1900-1500) (corridor du Hexi) et au nord, Ordos : Culture de Zhukaigou, v. 2000-1400 ainsi que sur le site de Tianshanbeilu (2000-1550) dans l'Est du Xinjiang. Les contacts ont été multiples et attestés par la présence sur tous ces sites des débuts de l'âge du bronze de couteaux de bronze, formes et technologie venues de la région de l'Oural et, au-delà, du Kazakhstan, à lame courbe dont le manche est muni d'un anneau, souvent servi par les cornes enroulées d'un capridé, permettant de le suspendre aisément. Ces technologies du bronze semblent avoir été appropriées par certains petits ateliers locaux en Chine. Et l'usage massif du bronze a suivi, selon une autre technologie, bien plus spectaculaire à multiples moules, pour des objets de culte dans les cultures d'Erlitou, au cours de la culture d'Erligang, puis dans la culture de la dynastie Shang.
Les témoignages écrits anciens sur l'Oural sont peu nombreux et vagues. Hérodote mentionne l’existence du massif. Au Xe siècle, les voyageurs et marchands arabes avaient connaissance d’un pays nordique appelé Ougra.
La république de Novgorod, au XIe siècle, effectue la première une exploration systématique de l'Oural et entre en relation régulière avec les populations finno-ougriennes.
La Russie commence à s'intéresser à l'Oural après la chute du khanat de Kazan conquis par Ivan le Terrible en 1552. La disparition du khanat donne accès aux immenses territoires situés à l'est de la Russie : le cours moyen et inférieur de la Volga, l'Oural et enfin la Sibérie. Ivan IV concède en 1558 à une famille d'entrepreneurs venue du nord de la Russie, les Stroganov, le soin de mettre en exploitation le versant oriental de l’Oural, plus précisément le bassin supérieur de la Kama à condition d’assurer la défense de la région contre les attaques des peuplades locales et surtout des Tatars retranchés à l’est de l’Oural dans l’éphémère khanat de Sibir. Les immenses gisements de sel situés dans la région de Perm sont mis en exploitation. Des gisements d’étain sont découverts et les premières fonderies sont créées. Parallèlement, la famille Stroganov finance des expéditions contre le khanat de Sibir (Sibérie, 1428-1600), qui s’effondre en 1600.
La partie méridionale du massif montagneux et ses piémonts commencent à cette époque à être colonisés de manière assez lâche : colonisation russe de la Sibérie. Au début du XVIIIe siècle, des usines métallurgiques sont installées près des gisements de fer découverts dans le massif sous l'impulsion de Pierre le Grand qui veut créer une industrie de l'armement pour faire de la Russie une puissance militaire.
Les Bachkirs, peuple nomade vivant de part et d’autre de l'Oural méridional avaient accueilli sans hostilité l'arrivée des Russes et accepté de payer l’impôt que l’empire prélevait sur les populations autochtones : le yassak. Un siècle plus tard, l'arrivée de colons russes cherchant à s’approprier des terres déclenche une révolte qui dure de manière sporadique de 1705 à 1710. Ils se soulèvent une nouvelle fois en 1735 à la suite de réquisitions massives de chevaux effectués par l’armée dans le cadre du conflit russo-turc.
Le minéralogiste Ernst Karlovitch Hofman (1801-1871) de l'université de Saint-Pétersbourg est le premier scientifique à effectuer une étude systématique des ressources de l'Oural. Ses recherches, qui commencent en 1828 et lui feront parcourir des milliers de kilomètres dans le massif, lui permettent de rassembler une vaste collection de minéraux.
Au XIXe siècle, l’industrie métallurgique de l'Oural, qui utilise toujours des forges catalanes dans lesquels travaillent souvent des serfs, est concurrencée par les installations plus récentes du Donbass. Ce n’est qu'après la révolution d’Octobre que les investissements sont relancés. Le second plan quinquennal (1933-1937) qui donne la priorité à l'industrie lourde entraine la création de puissants centres industriels sur le versant oriental de l'Oural, à Tcheliabinsk et Magnitogorsk. Très rapidement, l'Oural, sa partie centrale et méridionale, devient la troisième région industrielle du pays.
Durant la Seconde Guerre mondiale, les industries de l'Oural, qui sont loin du front, fournissent la majorité de leur armement lourd aux troupes russes. Après la guerre, l'industrie nucléaire soviétique s’implante sur le versant occidental de l'Oural et est à l’origine de pollutions particulièrement graves restées à l'époque secrètes.

## Économie
En 2016, l’Oural représente 15 % de la production industrielle de la Russie[réf. nécessaire]. Mais elle doit faire face à l’épuisement de ses gisements sur lesquels reposent l’industrie métallurgique et mécanique. Les gisements de fer à forte teneur (40 à 60 %) — mont Visokaïa (en) près de Nijni Taguil, mont Magnitnaïa près de Magnitogorsk — sont épuisés et celui-ci doit être tiré de mines plus pauvres ou importé.
Les mines du versant oriental produisent, en 2005, 14 millions de tonnes de minerai de fer (soit 15 % de la production russe contre 29 % en 1985) et l’industrie métallurgique produit 25 millions de tonnes d’acier (45 % de l’acier russe contre 51 % en 2005). La sidérurgie est concentrée dans quatre ensembles industriels qui s’échelonnent du nord au sud sur le versant oriental : Nijni Taguil, Tcheliabinsk, Magnitogorsk et Orsk.
Le secteur de l’énergie est aujourd’hui[Quand ?] le premier secteur industriel de la région. Sur le versant occidental, près de Perm, on exploite des gisements de pétrole (mais la production décline) depuis la Seconde Guerre mondiale et, depuis les années 1960, des gisements de gaz dans les environs d’Orenbourg.
Le gisement de sel de Perm a permis la constitution d’une industrie chimique qui fournit des engrais à toute la Russie. Le soufre, dont le gaz extrait à Orenbourg est particulièrement riche, est également utilisé pour la chimie.
La réduction des commandes de l’état russe à l’industrie de l’armement, particulièrement bien implantée dans la région, pèse fortement sur l’activité de la région.

## Populations

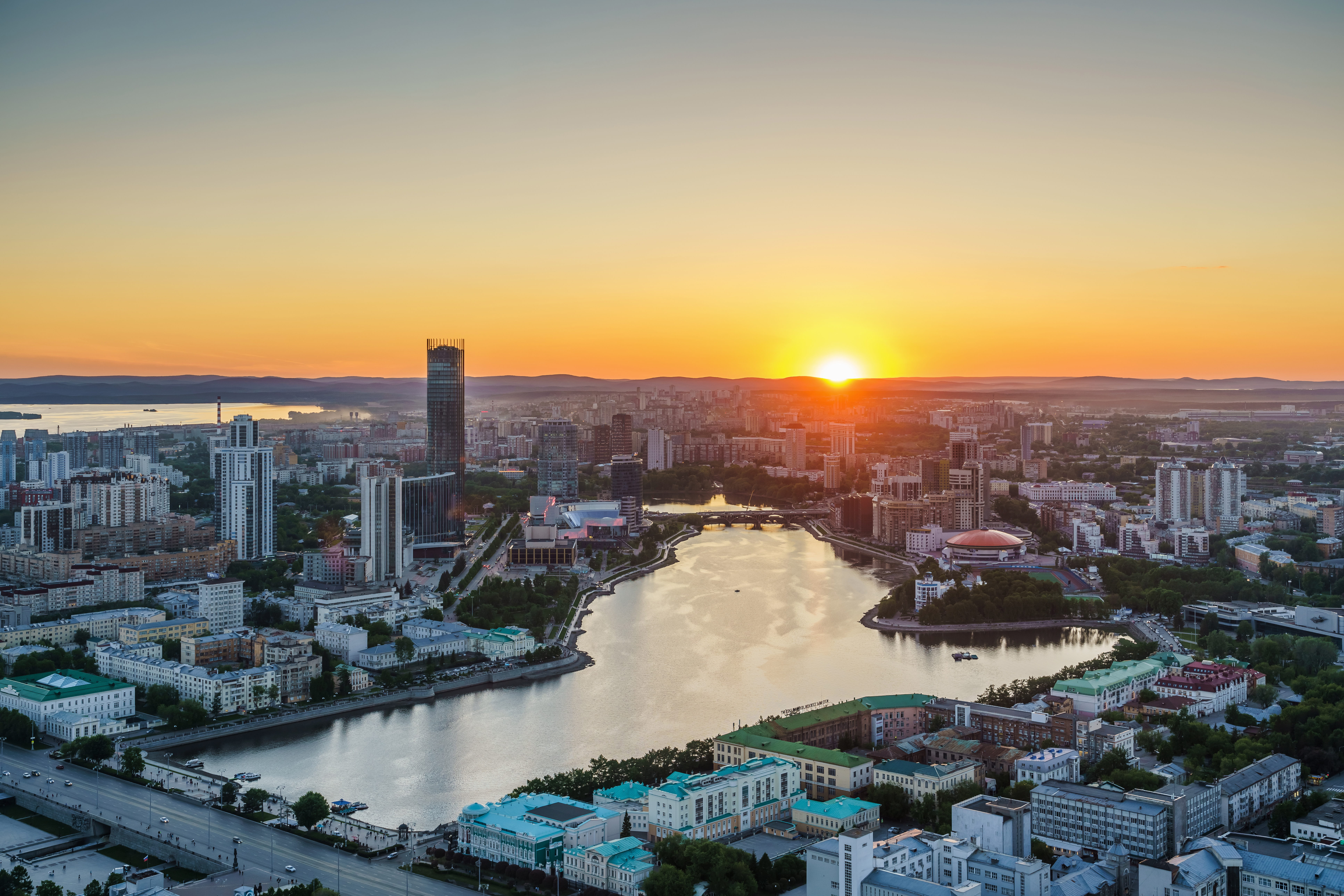
Iekaterinbourg

Les parties centrales et méridionales de l’Oural et ses contreforts sont quadrillés de villes de grandes tailles. Ce sont les villes millionnaires de Iekaterinbourg (1723), Tcheliabinsk (1736) sur le versant oriental, de Perm (1723) et Oufa (1500 ?) sur le versant occidental. Cet ensemble est complété par des villes de plusieurs centaines de milliers d’habitants : Orsk (1739) et Orenbourg (1734) dans le sud du massif, Magnitogorsk (1743) et Nijni Taguil (1833 ?) sur le versant oriental, Sterlitamak (1735) et Solikamsk (1573) sur le versant occidental.
Avant l’arrivée des Russes plusieurs populations vivaient dans le massif ou sur ses confins :
- Les Bachkirs sont un peuple nomade islamisé dès le Xe siècle issus d’un mélange de populations bulgares, kiptchaks et petchénègues. Ils ont été vassalisés par les Mongols puis par les Russes au XVIIIe siècle. La république de Bachkirie (capitale Oufa) située au sud-est du massif comprend une minorité de Bachkirs (29 %), ils y sont moins nombreux que les Russes.
- Les Komis et les Khantys (appelés autrefois Ostiaks) sont un peuple à l’origine d’éleveurs de rennes nomades vivant aujourd’hui sur le versant nord-est de l’Oural et dans la plaine de l’Ob. Leur population est évaluée à 20 000.